# Rellotge de l'Apocalipsi
El Rellotge de l'Apocalipsi, Rellotge del Judici Final o Rellotge de la Fi del Món (en anglès, Doomsday Clock) és una esfera simbòlica mantinguda des del 1947 per la Junta Directiva, a l'inici de la guerra freda, del Bulletin of the Atomic Scientists (Butlletí dels Científics Atòmics) de la Universitat de Chicago. Utilitza l'analogia dels minuts que li queden a la humanitat per arribar a mitjanit, hora que representa la total destrucció de la humanitat per guerra o desastre nuclear.
Aquest rellotge ha aparegut a la coberta de cadascun dels exemplars del Butlletí des de la seva introducció.
El nombre de minuts abans de mitjanit, és una mesura arbitrària del grau d'amenaça nuclear que la Terra pateix, aquest s'actualitza periòdicament. Aquest rellotge, que des del 2002 marcava set minuts abans de mitjanit ha anat canviant l'hora segons les tensions internacionals i les amenaces. El punt més tens va ésser el 1953, quan els Estats Units i la Unió Soviètica van rivalitzar amb sengles proves nuclears.
L'últim canvi data del 22 de gener del 2015, quan es va endarrerir dos minuts respecte a l'última hora, de manera que falten 3 minuts per la mitjanit (les 23:57 h).
El 17 de gener del 2007 s'havia decidit avançar-lo a 5 minuts per les ambicions nuclears de Corea del Nord i de l'Iran, la proliferació de material radioactiu incontrolat a Rússia, les amenaces d'al-Qaida, i l'enorme potencial nuclear dels Estats Units. També hi va contribuir la pressió creixent perquè l'energia nuclear fos l'alternativa al petroli, arran de la demostració que el planeta experimenta un canvi climàtic que pot tenir (i ha tingut) conseqüències devastadores. Aleshores, el canvi d'hora del rellotge es va oficialitzar amb dos actes simultanis a Londres i a Washington, amb la presència de científics com Stephen Hawking i Martin Rees.

Gràfic de la posició de les agulles al llarg de la història